# Chökhor Ling
Ne doit pas être confondu avec Shedrub Choekhor Ling.
Chökhor Ling (tibétain : ཆོས་འཁོར་གླིང, Wylie : chos 'khor gling, signifiant « jardin de la roue du Dharma ») est un monastère gelugpa, école du bouddhiste tibétain, basée dans la Vienne (France) à Haims. Créé en 2007 par Geshé Thupten Khédroup, Anilas Gelek Drölkar (Davina Delor) et Gelek Chödzom, c'est un lieu de paix et de recueillement dédié aux moines et aux moniales bouddhistes et à toute personne souhaitant découvrir et approfondir les voies de la sagesse.